# Хорсбол
Хорсбол је игра која се игра на коњу где се рукује лоптом, а бодови се добијају убацивањем лопте кроз обруч пречника 1м. Спорт је као комбинација пола, рагбија и кошарке . То је једна од десет дисциплина које је Међународна федерација за коњички спорт званично признала.

## Порекло
Претходник спорта, пато, потиче из Аргентине почетком 1700-их. Забрањен је 1790. године због високе смртности међу играчима. 1941. створена је аргентинска федерација де Пато. 1953. проглашена је националном игром Аргентине. Назив игре " пато " потиче од употребе живе патке уместо шестокраке лопте која се користи у савременом спорту. Игра каква је данас позната, укључујући употребу лопте уместо животиње, дефинисана је тридесетих година XX века. Добила је успех и проширила се широм Европе и иностранства. Међународна коњска федерација има осамнаест чланова, укључујући осам изван Европе: Алжир, Аргентина, Аустралија, Бразил, Канада, Кина, Киргистан и Мексико .